# Atsushi Tero
Atsushi Tero es investigador, biólogo y profesor de matemáticas aplicadas en la Universidad de Kiushu, conocido por sus investigaciones sobre mohos mucilaginosos, especialmente Physarum polycephalum, su capacidad para resolver laberintos y sus usos prácticos.

## Investigación
Con Toshiyuki Nakagaki y otros investigadores estudió la capacidad de los mohos mucilaginosos para resolver laberintos e incluso memorizarlos, proponiéndolo como una solución al problema del árbol de Steiner como el camino más corto para conectar dos puntos. Esto afecta a la biología y a la filosofía porque un organismo sin cerebro parecía estar tomando decisiones para resolver el laberinto. Dedujeron, además, que estos mohos responden a cambios ambientales.
En 2009, utilizó mohos mucilaginosos para simular el sistema ferroviario de Tokio, surgiendo un patrón de uniones estadísticamente similar a las líneas de tren reales que unían esas estaciones (salvo algunas diferencias que reflejan las debilidades de la cultura humana, como alguna ruta superflua que favorecía al distrito electoral de algún político (Robert Sapolsky, “Decidido”, Capitán Swing. Madrid, 2024).

## El premio Ig Nobel
Es una de las nueve personas que han ganado múltiples premios Ig Nobel.
En 2008 se entregó el Ig Nobel en Ciencias Cognitivas a Atsushi Tero, Toshiyuki Nakagaki, Hiroyasu Yamada, Ryo Kobayashi, Akio Ishiguro y Ágota Tóth por su descubrimiento de que los mohos mucilaginosos pueden resolver laberintos.
Volvió a ganarlo en 2010, esta vez en Planificación del Transporte, junto con Toshiyuki Nakagaki, Seiji Takagi, Tetsu Saigusa, Kentaro Ito, Kenji Yumiki, Ryo Kobayashi, Dan Bebber y Mark Fricker por usar mohos mucilaginosos para representar el sistema ferroviario de Tokio de una manera posiblemente más eficiente.